# Jorpati
Jorpati (nep. जोरपाटी) – gaun wikas samiti w środkowej części Nepalu w strefie Bagmati w dystrykcie Katmandu. Według nepalskiego spisu powszechnego z 2001 roku liczył on 8851 gospodarstw domowych i 41262 mieszkańców (19588 kobiet i 21674 mężczyzn).